# Норізан Бакар
Норізан бін Бакар (малай. Norizan bin Bakar, нар. 27 січня 1961, Перліс) — малайзійський футболіст і футбольний тренер, який працює спортивним директором клубу «Фелкра».

## Кар'єра футболіста
Норізан Бакар грав за команду свого рідного штату «Перліс» у напівпрофесійній лізі з 1978 по 1989 рік. Його головним досягненням як гравця була перемога в другому дивізіоні в 1989 році з клубом «Перліс».

## Тренерська кар'єра

### Перліс та Пінанг
Норізан Бакар розпочав свою тренерську кар'єру у своїй колишній команді «Перліс», з яким виграв Кубок Малайзії в 2004 році, а також виграв Кубок Футбольної асоціації Малайзії в 2003 році. У 2005 році він також тренував клуб «Пінанг».

### Збірна Малайзії
Після звільнення Берталана Бічкеї з посади головного тренера національної збірної Малайзії з футболу, у вересні 2005 року Футбольною асоціацією Малайзії Норізан був призначений його наступником. Він також був призначений головним тренером молодіжної збірної Малайзії. На початку його роботи молодіжна збірна Малайзії здобула бронзові медалі на Іграх Південно-Східної Азії у Манілі в 2005 році, а національна команда також стала півфіналістом чемпіонату АСЕАН з футболу в 2007 році. Однак на Кубку Азії 2007 року, на який Малайзія кваліфікувала як співгосподар, збірна Малайзії під керівництвома Норізан мала найгірші результати на турнірі. Збірна Малайзії програла з рахунком 1–5 збірній Китаю та 0–5 збірній Узбекистану; лише поразка від збірної Ірану з рахунком 0–2 вважалася пристойним результатом. Після поразки від Узбекистану Норізан був звільнений, хоча він все ще керував збірною в останньому матчі групового турніру проти Ірану. Поганий виступ національної збірної Малайзії на Кубку Азії, та критика з боку малайзійських уболівальників і засобів масової інформації також призвели до масової відставки працівників вищих ешелонів Футбольної асоціації Малайзії, включаючи заступника президента Тенгку Абдуллу ібні Султана Ахмада Шаха.>

### Келантан і Перак
У 2008 році Норізан Бакар став головним тренером клубу «Келантан». Через сімейні проблеми в кінці сезону він пішов у відставку з посади тренера клубу.
У жовтні 2010 року Норізан був призначений головним тренером клубу «Перак». У його першому сезоні в «Пераку» команда посіла шосте місце в лізі, що було значним покращенням порівняно з одинадцятим місцем у попередньому сезоні. Його другий сезон з «Пераком» приніс неоднозначні результати. Незважаючи на те, що команда завершила чемпіонат на четвертому місці, вболівальники критикували тренера за його тактику та обраних гравців, зокрема легіонера Лазара Поповича, який забив лише один гол у 14 матчах. Поразка з великим рахунком 0–6 у матчі з «Келантаном» 7 липня в лізі вирішила долю тренера. Незабаром «Перак» звільнив його від своїх обов'язків, а головним тренером до кінця чемпіонату став його помічник Чун Ї Фат, а Цзян Цзюн на завершальний етап Кубку Малайзії 2012 року.

## Факти
Норізан також був відомий під прізвиськом «Чікгу Джан». Прізвисько («чікгу» означає «вчитель» малайською, а «Джан» — зменшувана форма від «Норізан») виникло від того, що Норізан раніше був шкільним учителем.